# With Sympathy
With Sympathy es el álbum debut de la banda estadounidense Ministry, publicado en 1983 por el sello Arista Records. Los miembros de la agrupación en ese momento eran Alain Jourgensen y Stephen George. Jourgensen ha asegurado en varias oportunidades que Arista Records instó a la banda para que la producción del disco se realizara con  un marcado estilo synthpop, en contraste al metal industrial que la agrupación fue desarrollando con el paso del tiempo. Sin embargo, existen registros audiovisuales de la década de 1980 en el que Jourgensen afirma que cuando conoció la música hardcore, su dirección musical cambió drásticamente.

## Lista de canciones
Todas las canciones escritas y compuestas por Alain Jourgensen, excepto "I Wanted to Tell Her" por Jourgensen y Shay Jones. 
| N.º | Título                     | Duración |  |
| 1.  | «Effigy (I'm Not An)»      | 3:51     |  |
| 2.  | «Revenge»                  | 3:48     |  |
| 3.  | «I Wanted to Tell Her»     | 5:29     |  |
| 4.  | «Work for Love»            | 4:44     |  |
| 5.  | «Here We Go»               | 3:21     |  |
| 6.  | «What He Say»              | 4:04     |  |
| 7.  | «Say You're Sorry»         | 4:18     |  |
| 8.  | «Should Have Known Better» | 4:31     |  |
| 9.  | «She's Got a Cause»        | 3:33     |  |

## Personal
- Alain Jourgensen - voz, guitarra (1, 3, 4), teclados, batería (8)
- Stephen George - batería (1-7, 9), percusión (4, 5, 9)